# قانون بازماندگان بالغ
قانون بازماندگان بالغ (انگلیسی: Adult Survivors Act)، قانون ایالت نیویورک است که در ماه مه ۲۰۲۲ تصویب شد که قانون ایالتی را اصلاح می‌کند تا به قربانیان ادعایی جرایم جنسی که محدودیت‌های قانونی آنها شامل قانون مرور زمان شده است، از ۲۴ نوامبر ۲۰۲۲ تا ۲۴ نوامبر ۲۰۲۳ به مدت یک سال اجازه طرح دعوای مدنی را بدهد؛ بنابراین این قانون توانایی شاکیان را برای شکایت برای تعرض جنسی و تماس جنسی ناخواسته در محل کار افزایش یافت.
در ۱۶ نوامبر ۲۰۲۳، خواننده آمریکایی کسی ونتورا از شان «دیدی» شان کمبز تحت این قانون شکایت کرد و ادعا کرد که کمبز او را در معرض یک «چرخه آزار، خشونت و قاچاق جنسی» طولانی مدت قرار داده است. یک روز پس از ثبت شکایت، طرفین دعوا را با شرایط نامعلومی حل و فصل کردند. کامبز هیچ اشتباهی را اعتراف نکرد.
یک زن دیگر در نوامبر ۲۰۲۳ از کمبز شکایت کرد. این زن که برای مدت کوتاهی با کمبز در یک موزیک ویدیو ظاهر شد، ادعا کرد که او در سال ۱۹۹۱ به او تجاوز جنسی کرده است. کمبز این ادعا را رد کرد.